# Tournoi de Budapest
Le Tournoi de Budapest est une compétition de judo organisée tous les ans à Budapest en Hongrie par l'EJU (European Judo Union) faisant partie des tournois Grand Chelem de judo masculin ou féminin en fonction des années. Il se déroule au cours du mois de février.
L'édition 2020 s'est exceptionnellement déroulée du 23 au 25 octobre, en raison de la pandémie de Covid-19.

## Palmarès masculin
| Grand Chelem  | Grand Chelem        | Grand Chelem         | Grand Chelem       | Grand Chelem       | Grand Chelem            | Grand Chelem        | Grand Chelem           |
| Année         | -60 kg              | -66 kg               | -73 kg             | -81 kg             | -90 kg                  | -100 kg             | +100 kg                |
| ------------- | ------------------- | -------------------- | ------------------ | ------------------ | ----------------------- | ------------------- | ---------------------- |
| 2022          | Jorre Verstraeten   | Hifumi Abe           | Hidayət Heydərov   | Guilherme Schimidt | Sanshiro Murao          | Kentaro Iida        | Teddy Riner            |
| 2020          | Yago Abuladze       | Abdula Abdulzhalilov | Rüstəm Orucov      | Vedat Albayrak     | Mikhail Igolnikov       | Niyaz Ilyasov       | Inal Tasoev            |
| Grand Prix    |                     |                      |                    |                    |                         |                     |                        |
| Année         | -60 kg              | -66 kg               | -73 kg             | -81 kg             | -90 kg                  | -100 kg             | +100 kg                |
| 2019          | Yeldos Smetov       | Kherlen Ganbold      | Akil Gjakova       | Tato Grigalashvili | Nikoloz Sherazadishvili | Aaron Wolf          | Or Sasson              |
| 2018          | Ryuju Nagayama      | Kenzo Tagawa         | Miklós Ungvári     | Alan Khubetsov     | Krisztián Tóth          | Aaron Wolf          | Kokoro Kageura         |
| 2016          | Dai Aoki            | Adrian Gomboc        | Rok Drakšič        | Ivan Nifontov      | Krisztián Tóth          | Michael Korrel      | Stanislav Bondarenko   |
| 2015          | Yeldos Smetov       | Zhansay Smagulov     | Miklós Ungvári     | Yakhyo Imamov      | Célio Dias              | Ramadan Darwish     | Takeshi Ojitani        |
| 2014          | Naohisa Takato      | Kengo Takaichi       | Victor Scvortov    | Khasan Khalmurzaev | Daiki Nishiyama         | Henk Grol           | Adam Okruashvili       |
| European Open |                     |                      |                    |                    |                         |                     |                        |
| Année         | -60 kg              | -66 kg               | -73 kg             | -81 kg             | -90 kg                  | -100 kg             | +100 kg                |
| 2013          | Toru Shishime       | Cho Jun-ho           | Yuki Nishiyama     | Tomohiro Kawakami  | Shohei Shimowada        | Yusuke Kumashiro    | Kim Sung-min           |
| World Cup     |                     |                      |                    |                    |                         |                     |                        |
| Année         | -60 kg              | -66 kg               | -73 kg             | -81 kg             | -90 kg                  | -100 kg             | +100 kg                |
| 2011          | Hirofumi Yamamoto   | Junpei Morishita     | Attila Ungvari     | Srdan Mrvaljevic   | Daiki Nishiyama         | Tuvshinbayar Naidan | Rafael Silva           |
| 2009          | Choi Gwang-hyeon    | Rok Draksic          | Kiyoshi Uematsu    | Emmanuel Lucenti   | Andrei Kazusionok       | Oreidis Despaigne   | Zviadi Khanjaliashvili |
| 2007          | Jeroen Mooren       | Leandro Cunha        | Rasul Boqiev       | Aljaz Sedej        | Frédéric Demontfaucon   | Hidekazu Inomata    | Matthieu Bataille      |
| 2005          | Cho Nam-suk         | Miklós Ungvári       | Jesus Pardo        | Alexei Budolin     | Choi Sun-ho             | Dániel Hadfi        | Barna Bor              |
| A-Tournament  |                     |                      |                    |                    |                         |                     |                        |
| Année         | -60 kg              | -66 kg               | -73 kg             | -81 kg             | -90 kg                  | -100 kg             | +100 kg                |
| 2004          | Cho Nam-suk         | Jung Bu-kyung        | Gennadiy Bilodid   | Alexei Budolin     | Park Sun-woo            | Zoltán Palkovacs    | Matthieu Bataille      |
| 2003          | Kazuhiko Tokuno     | Miklós Ungvári       | Lee Won-hee        | Kwon Yong-woo      | Valentin Grekov         | Nicolas Gill        | Yevgeni Sotnikov       |
| 2002          | Manolo Poulot       | Kim Hyung-ju         | Gilles Bonhomme    | Gabriel Arteaga    | Brian Olson             | Antal Kovács        | Yasuyuki Muneta        |
| 2001          | Tatsuaki Egusa      | Tomoo Torii          | Yusuke Kanamaru    | Ryuichi Murata     | Mark Huizinga           | Kosei Inoue         | Alexander Mikhailin    |
| 2000          | Minoru Konegawa     | Koji Komuro          | Ilya Chimchiuri    | Masahiko Tomouchi  | Michele Monti           | Ben Sonnemans       | Sayed Mahmoud Miran    |
| 1999          | Pedro Caravana      | Rashad Mamedov       | Anatoly Laryukov   | István Kanczler    | Dmitry Morozov          | Pedro Soares        | Tamerlan Tmenov        |
| 1998          | Oscar Peñas         | Michihiro Omigawa    | Miklós Illyés      | Bertalan Hajtós    | Daan De Cooman          | Antal Kovács        | Indrek Pertelson       |
| Année         | -60 kg              | -65 kg               | -71 kg             | -78 kg             | -86 kg                  | -95 kg              | +95 kg                 |
| 1997          | Marek Matuszek      | József Csák          | Christophe Massina | Patrick Reiter     | Roman Jahoda            | Daniel Gürschner    | Dennis van der Geest   |
| 1996          | Girolamo Giovinazzo | József Csák          | Miklós Illyés      | Patrick Reiter     | Adrian Croitoru         |                     |                        |
| 1995          | Yasuo Otoguro       | Lee Sung-hun         | Daniel Fernandes   | Mark Huizinga      | Kim Suk-kyoo            | Nicolas Gill        | Ruslan Sharapov        |
| 1994          | Franck Chambily     | Peter Schlatter      | Shigeru Toyama     | Laurent François   | Vincenzo Carabetta      | Antal Kovács        | Laurent Crost          |
| 1993          | Katsunori Kimura    | József Csák          | Yoshihide Tsuchiya | Alvaro Paseyro     | Adrian Croitoru         | Peter Havasi        | Rafał Kubacki          |
| 1992          | Ryuji Sonoda        | Miklós Illyés        | Martin Schmidt     | Anthonie Wurth     | Alex Smeets             | Dmitry Sergeev      | Dennis Raven           |
| 1991          | Nazim Guseinov      | Sergey Kosmynin      | Stefan Dott        | Zsolt Zsoldos      | Tagir Abdulaev          | Givi Gaurgashvili   | Rafał Kubacki          |
| 1990          | Eric Salle          | Udo Quellmalz        | Norbert Wiesner    | Kim Byung-joo      | Vladimir Shestakov      | Vadim Voinov        | Ruslan Sharapov        |
| 1989          | Fedor Lazarenko     | Shibata              | Bertalan Hajtós    | Zsolt Zsoldos      | Andrés Franco Ramos     | Jens Geisler        | Frank Moeller          |

## Palmarès féminin
| Grand Chelem | Grand Chelem        | Grand Chelem         | Grand Chelem         | Grand Chelem         | Grand Chelem        | Grand Chelem       | Grand Chelem                |
| Année        | -48 kg              | -52 kg               | -57 kg               | -63 kg               | -70 kg              | -78 kg             | +78 kg                      |
| ------------ | ------------------- | -------------------- | -------------------- | -------------------- | ------------------- | ------------------ | --------------------------- |
| 2022         | Funa Tonaki         | Réka Pupp            | Haruka Funakubo      | Megumi Tsugane       | Saki Niizoe         | Alice Bellandi     | Wakaba Tomita               |
| 2020         | Distria Krasniqi    | Amandine Buchard     | Jessica Klimkait     | Tina Trstenjak       | Barbara Matić       | Audrey Tcheuméo    | Kayra Sayit                 |
| Grand Prix   |                     |                      |                      |                      |                     |                    |                             |
| Année        | -48 kg              | -52 kg               | -57 kg               | -63 kg               | -70 kg              | -78 kg             | +78 kg                      |
| 2019         | Funa Tonaki         | Chishima Maeda       | Rafaela Silva        | Masako Doi           | Gemma Howell        | Mayra Aguiar       | Wakaba Tomita               |
| 2018         | Hiromi Endo         | Natsumi Tsunoda      | Rafaela Silva        | Aimi Nouchi          | Saki Niizoe         | Mami Umeki         | Idalys Ortíz                |
| 2016         | Hiromi Endo         | Majlinda Kelmendi    | Momo Tamaoki         | Nami Nabekura        | Elvismar Rodríguez  | Kayla Harrison     | Carolin Weiss               |
| 2015         | Paula Pareto        | Mareen Kräh          | Lien Chen-ling       | Tina Trstenjak       | Maria Bernabeu      | Kayla Harrison     | Kayra Sayit                 |
| 2014         | Éva Csernoviczki    | Majlinda Kelmendi    | Kaori Matsumoto      | Miku Tashiro         | Iljana Marzok       | Marhinde Verkerk   | Megumi Tachimoto            |
| World Cup    |                     |                      |                      |                      |                     |                    |                             |
| Année        | -48 kg              | -52 kg               | -57 kg               | -63 kg               | -70 kg              | -78 kg             | +78 kg                      |
| 2012         | Jeong Bo-kyeong     | Yuki Hashimoto       | Anzu Yamamoto        | Miki Tanaka          | Chen Fei            | Kayla Harrison     | Qin Qian                    |
| 2010         | Haruna Asami        | Chiho Kagaya         | Aiko Sato            | Kana Abe             | Edith Bosch         | Mayra Aguiar       | Megumi Tachimoto            |
| 2008         | Feng Gao            | Xian Dongmei         | Barbara Harel        | Urska Zolnir         | Ronda Rousey        | Yurisel Laborde    | Tong Wen                    |
| 2006         | Kim Young-ran       | Zaimaris Calderon    | Bernadett Baczkó     | Urska Zolnir         | Mina Watanabe       | Sae Nakazawa       | Mika Sugimoto               |
| A-Tournament |                     |                      |                      |                      |                     |                    |                             |
| Année        | -48 kg              | -52 kg               | -57 kg               | -63 kg               | -70 kg              | -78 kg             | +78 kg                      |
| 2002         | Danieska Carrion    | Lee Eun-hee          | Kim Hwa-soo          | Yoshie Ueno          | Edith Bosch         | Eva Bisseni        | Tea Dongouzachvili          |
| 2001         | Danieska Carrion    | Yuki Yokosawa        | Yurisleidy Lupetey   | Lee Bok-hee          | Úrsula Martin       | Yurisel Laborde    | Estela Rodríguez Villanueva |
| 2000         | Amarilis Savón      | Legna Verdecia       | Cheryle Peel         | Anna Saraeva         | Sibelis Veranes     | Simona Richter     | Tea Dongouzachvili          |
| 1999         | Laura Moise-Moricz  | Villanueva Rodrigues | Ilknur Kobas         | Sara Álvarez         | Claudia Zwiers      | Simona Richter     | Ibis Dueñas                 |
| 1998         | Kunie Matsuda       | Heidi Goossens       | Kie Kusakabe         | Séverine Vandenhende | Karin Kienhuis      | Naomi Morishima    | Svetlana Gundarenko         |
| Année        | -48 kg              | -52 kg               | -56 kg               | -61 kg               | -66 kg              | -72 kg             | +72 kg                      |
| 1997         | Frédérique Jossinet | Luce Baillargeon     | Filipa Cavalleri     | Sandra Wurm          | Claudia Zwiers      | Sandra Bacher      | Sandra Koeppen              |
| 1996         | Tomoe Makabe        | Nicole Flagothier    | Maria Pekli          | Jenny Gal            | Claudia Zwiers      | Estha Essombe      | Éva Granicz                 |
| 1995         | Sylvie Meloux       | Laëtitia Tignola     | Isabelle Magnien     | Jenny Gal            | Elena Guseva        | Cristina Curto     | Kaori Suzuki                |
| 1994         | Dörte Dammann       | Daniela Jarisch      | Magali Baton         | Séverine Vandenhende | Isabelle Beauruelle | Cristina Curto     | Gaëlle Potel                |
| 1993         | Bénédicte Nardou    | Wakaba Suzuki        | Isabelle Magnien     | Jenny Gal            | Claudia Zwiers      | Laurence Sionneau  | Johanna Hagn                |
| 1992         | Karin Martorell     | Heidi Goossens       | Ursula Myren         | Zsuzsa Nagy          | Galina Colova       | Danojla Djurdjevac | Gaëlle Potel                |
| 1989         |                     |                      | Lyudmila Matievskaya |                      |                     | Elena Besova       | Elena Guschina              |